# Salvatore Cognetti de Martiis
Salvatore Cognetti de Martiis, född den 19 januari 1844 i Bari, död den 8 juni 1901 i Turin, var en italiensk socialekonom och historiker. 
Cognetti de Martiis var från 1876 professor vid universitetet i Turin. Hans mest betydande arbeten är Le forme primitive nell'evoluzione economica (1881), L'economia come scienza autonome (1886), Socialismo antico (1889) och Storia del comunismo e socialismo nell'antichità (1893). Cognetti de Martiis är starkt påverkad av den moderna naturvetenskapen och dess metoder; han betraktar naturlagarna i allmänhet och de biologiska lagarna i synnerhet som grundval för samhällsekonomin och dess lagar: sociologin är en samhällelig naturvetenskap, som måste bygga på experiment och erfarenhet och vars metod är induktion. Cognetti de Martiis var redaktör av den fjärde följden av samlingsverket Biblioteca dell' Economista, till vars enskilda delar han skrev historisk-kritiska inledningar (1894 ff.).